# جوي رانفت
جوي رانفت (بالإنجليزية: Joe Ranft)‏ مواليد 13 مارس 1960 في كاليفورنيا، الولايات المتحدة - الوفاة 16 أغسطس 2005 في مقاطعة ميندوسينو، الولايات المتحدة، هو ممثل ومخرج ومؤدي أصوات أمريكي بدأ مسيرته الفنية عام 1980. درس في معهد كاليفورنيا للفنون. توفي في حادث سير عام 2005.

## أعماله
- لواو (1982)
- المحمصة الصغيرة الشجاعة (1987)
- من ورط الأرنب روجر (1988)[5]
- أوليفر وشركاه (فيلم 1988) (1988)
- حورية البحر (فيلم 1989) (1989)
- المنقذون في أستراليا (1990)
- الجميلة والوحش (فيلم 1991) (1991)
- علاء الدين (فيلم 1992) (1992)
- كابوس قبل عيد الميلاد (1993)
- الأسد الملك (1994)
- حكاية لعبة (1995 - ليني المنظار)
- جيمس والخوخة العملاقة (1996)
- حياة حشرة (1998 - دودة السيرك)
- حكاية لعبة 2 (1999 - ويزي)
- فانتازيا 2000 (1999)
- حياة الإمبراطور الجديدة (2000)
- بظ يطير وقيادة الكوكب: بداية المغامرة (2000 - ويزي)
- شركة المرعبين المحدودة (2001 - بيتي وارد)
- مونكي بوني (2001 - الأرنب)
- كوكب الكنز (2002 - القراصنة)
- البحث عن نيمو (2003 - جاكوس الروبيان)
- أبطال خارقون (فيلم) (2004 - عدة أصوات)
- جثة العروس (فيلم) (2005 - منتج)
- سيارات (فيلم) (2006 - مخرج وبعض الأدوار)
- ماتير وأشباح النور (2006 - Story)

## وصلات خارجية
- جوي رانفت على موقع IMDb (الإنجليزية)
- جوي رانفت على موقع ألو سيني (الفرنسية)
- جوي رانفت على موقع ميوزك برينز (الإنجليزية)
- جوي رانفت على موقع تيرنر كلاسيك موفيز (الإنجليزية)
- جوي رانفت على موقع أول موفي (الإنجليزية)
- جوي رانفت على موقع قاعدة بيانات الأفلام السويدية (السويدية)
- جوي رانفت على موقع قاعدة بيانات الفيلم (الإنجليزية)
- جوي رانفت على موقع كينوبويسك (الروسية)